# مايا غزال
هي لاجئة سورية مقيمة في المملكة المتحدة، وسفيرة النوايا الحسنة للمفوضية السامية للأمم المتحدة لشؤون اللاجئين، وأول امرأة سورية لاجئة تقود طائرة، وحائزة على جائزة ديانا.
في عام 2017، كانت واحدة من 20 شخصًا حصلوا على جائزة ديانا.
درست هندسة الطيران في جامعة برونيل بلندن. وفي عام 2020، أصبحت أول طيار لاجئة سورية وفي عام 2021 أصبحت سفيرة النوايا الحسنة للمفوضية السامية للأمم المتحدة لشؤون اللاجئين.

## وصلات خارجية
- - Maya Ghazal, Education, Aspiration, Compassion, Tedx Talk 2019